# Cornville (Arizona)
Cornville népszámlálási lakóövezet (angolul census-designated place, vagy CDP) az Amerikai Egyesült Államok Arizona államának Yavapai megyéjében. A 2010-es népszámlálás szerint 3280 lakója volt, a 2000-es 3335-tel szemben.
A CDP-hez Cornville és Page Springs lakóövezetek tartoznak hozzá. Ezek a közeli Sedona és Cottonwood városok alvóövezetei az Oak Creek mentén, ami a Verde mellékfolyója. Az Oak Creek alsó részét a Nemzeti Audubon Társaság Fontos Madárövezetként jelölte ki. Page Springsben nagy halkeltető van, amelyet az állami Arizonai Vad- és Halosztály üzemeltet.

## Nevezetes cornwilliek
- John McCain szenátornak nyaralója volt Oak Creeknél, Page Springs közelében: Hidden Valley Ranch. A szenátor itt hunyt el 2018. augusztus 25-én.[4]
- Maynard James Keenan zenész. (Zenekarai: Tool, A Perfect Circle és Puscifier).
- John Henry Waddell szonrásznak stúdiója volt Cornville-ben az 1980-as években.

## Képgaléria

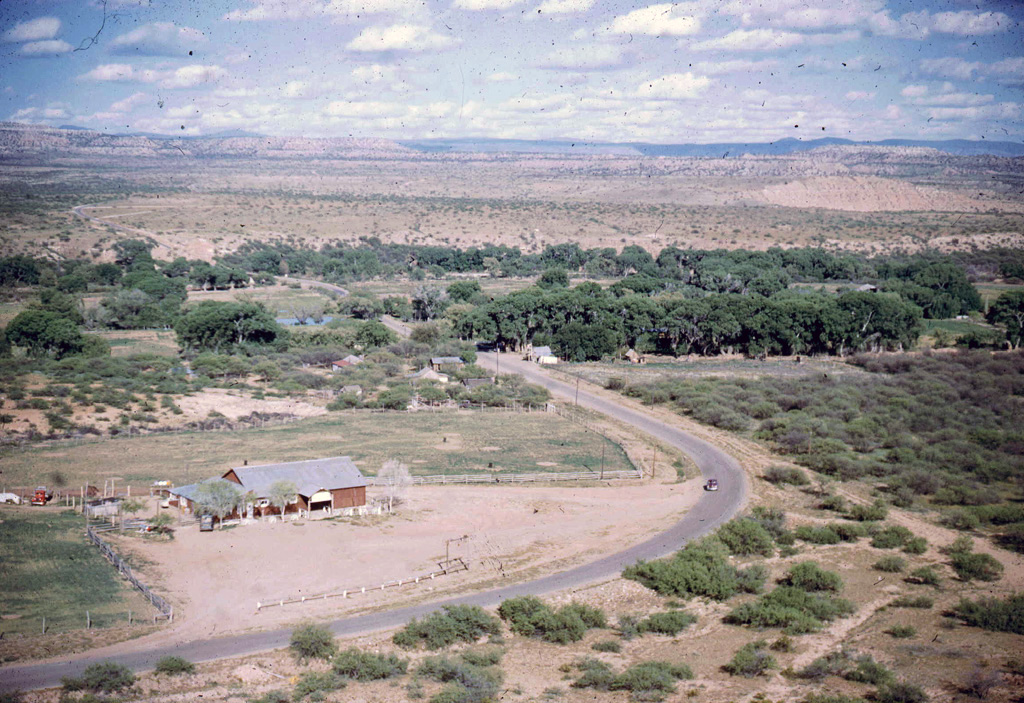
Cornville központja, 1952
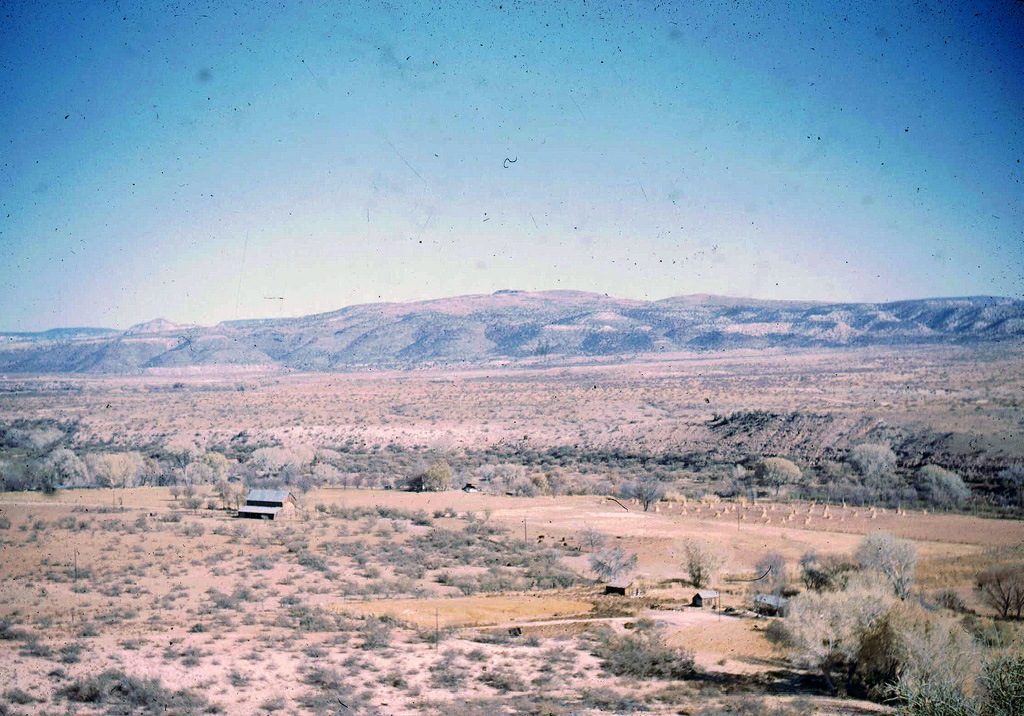
Dél-cornville-i ranchok és farmok, 1950
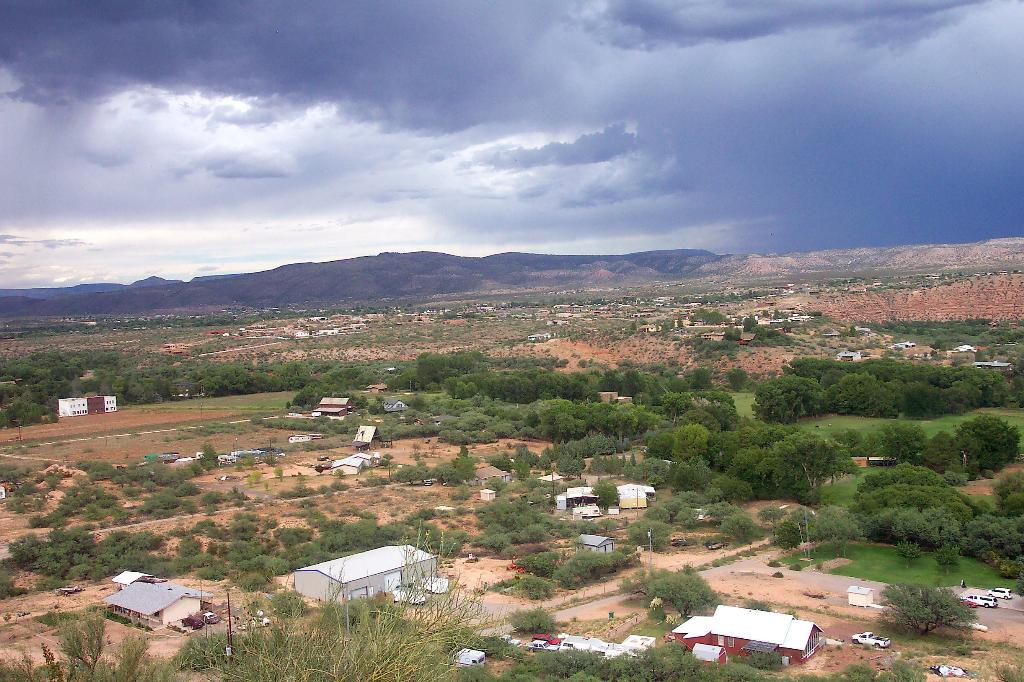
Dél-Cornville a Loy-dombról, 2009
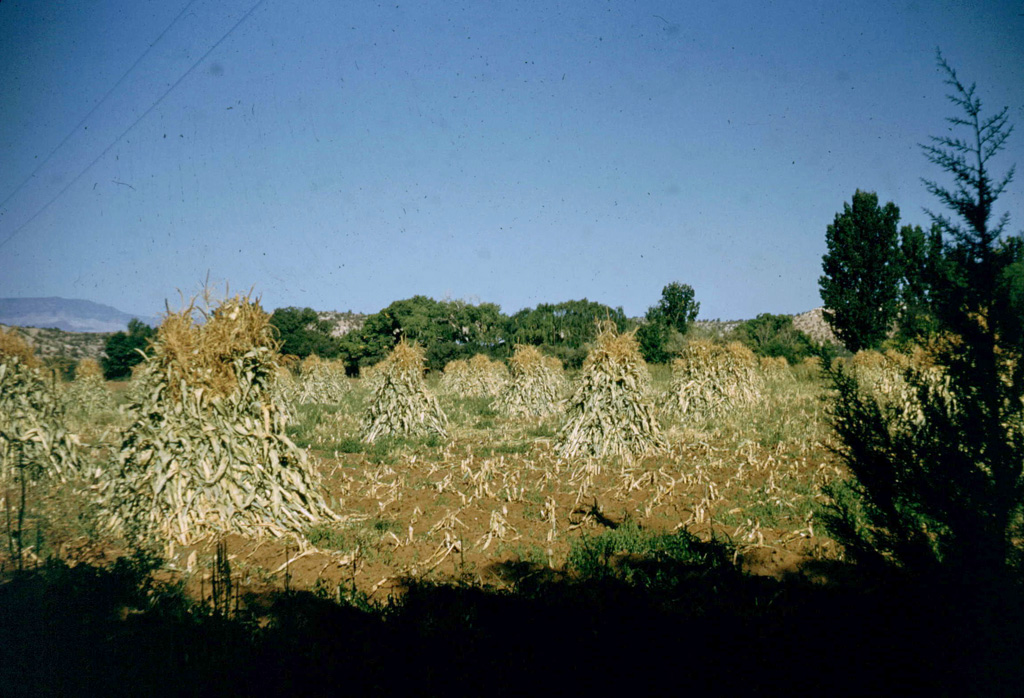
Cornville-i "corn" (kukorica), 1956

## Fordítás
Ez a szócikk részben vagy egészben  a   Cornville, Arizona című angol Wikipédia-szócikk ezen változatának fordításán alapul.  Az eredeti cikk szerkesztőit annak laptörténete sorolja fel. Ez a jelzés csupán a megfogalmazás eredetét és a szerzői jogokat jelzi, nem szolgál a cikkben szereplő információk forrásmegjelöléseként.